# Crassula
- Commons
- Wikispecies

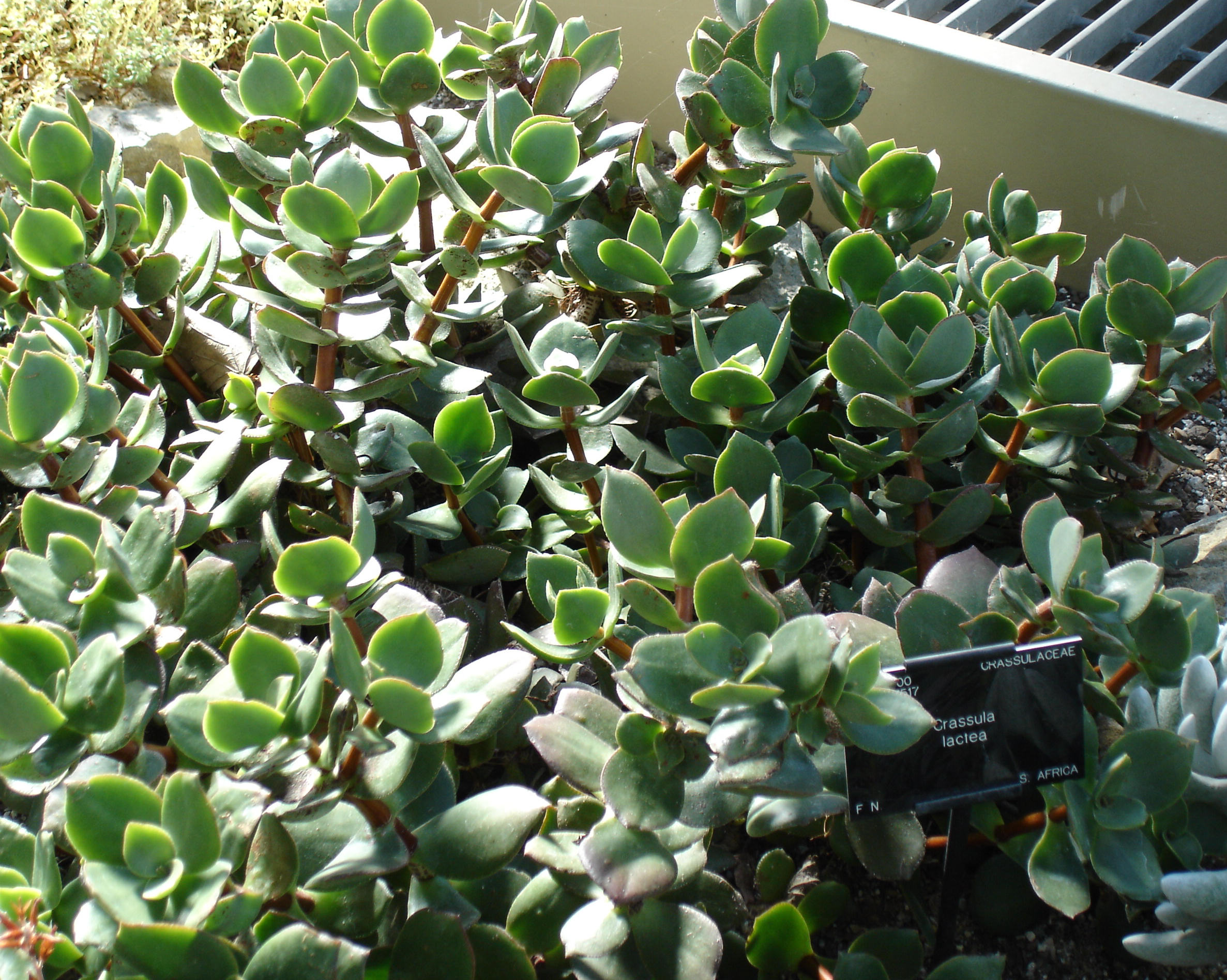
Crassula lactea

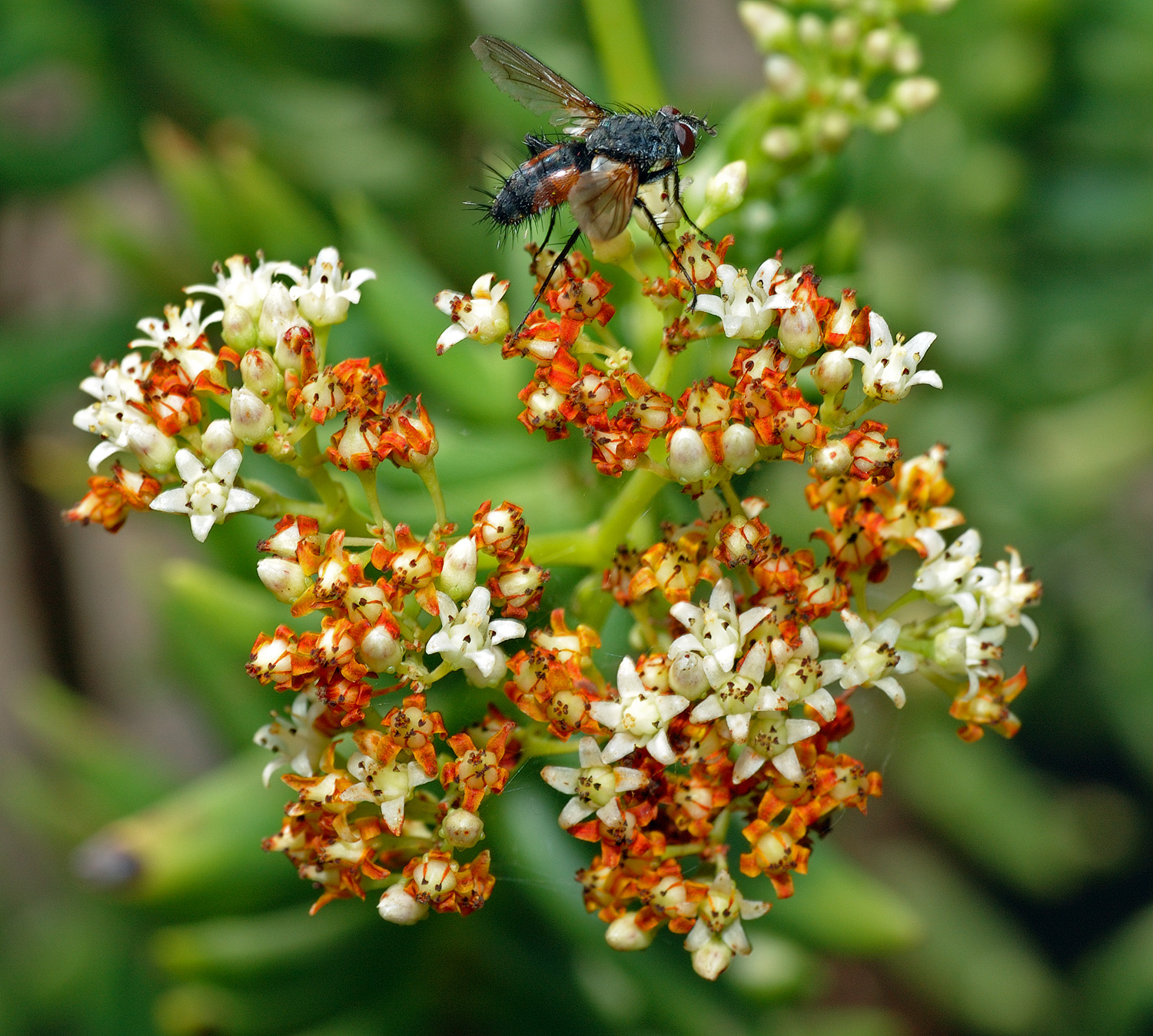
Crassula tetragona

Crassula L. é um género botânico pertencente à família Crassulaceae.

## Sinonímia
| - Globulea Haw. - Rochea DC. - Vauanthes Haw. - Bulliarda DC. - Gomara Adans. | - Combesia A. Rich. - Danielia Lem. - Dinacria Haw. - Grammanthes DC. - Larochea Pers. | - Pagella Schonl. - Rhopalota N.E. Br. - Sphaeritis Eckl. & Zeyh. - Tillaea L. - Tillaeastrum Britton |

## Espécies
| - Crassula alba - Crassula alpestris - Crassula aquatica - Crassula arborescens - Crassula atropurpurea - Crassula ausensis - Crassula bakeri - Crassula barklyi - Crassula capitella - Crassula clavata - Crassula coccinea - Crassula columella - Crassula columnaris - Crassula connata - Crassula corallina - Crassula cornuta - Crassula cultrata - Crassula decidua - Crassula decumbens - Crassula dejecta - Crassula deltoidea - Crassula drummondii - Crassula dubia - Crassula elegans - Crassula erosula - Crassula exilis - Crassula falcata | - Crassula garibina - Crassula gillii - Crassula globularioides - Crassula helmsii - Crassula herrei - Crassula hirtipes - Crassula humbertii - Crassula hystrix - Crassula lactea - Crassula longipes - Crassula marchandii - Crassula marnierana - Crassula mesembryanthemoides - Crassula mesembryanthemopsis - Crassula milfordiae - Crassula moschata - Crassula multicava - Crassula muscosa - Crassula namaquensis - Crassula nealeana - Crassula nudicaulis - Crassula obovata - Crassula orbicularis - Crassula ovata - Crassula parvisepala - Crassula pedicellosa | - Crassula pellucida - Crassula perfoliata - Crassula perforata - Crassula plegmatoides - Crassula pruinosa - Crassula pubescens - Crassula pyramidalis - Crassula radicans - Crassula rogersii - Crassula rupestris - Crassula saginoides - Crassula sarcocaulis - Crassula sarmentosa - Crassula schmidtii - Crassula sericea - Crassula sieberiana - Crassula socialis - Crassula solierii - Crassula streyi - Crassula susannae - Crassula tecta - Crassula tetragona - Crassula tillaea - Crassula viridis - Crassula volkensii |

- Lista completa

## Classificação do gênero
| Sistema | Classificação                       | Referência               |
| ------- | ----------------------------------- | ------------------------ |
| Linné   | Classe Pentandria, ordem Pentagynia | Species plantarum (1753) |